# Bulbophyllum caudatisepalum
Bulbophyllum caudatisepalum är en orkidéart som beskrevs av Oakes Ames och Charles Schweinfurth. Bulbophyllum caudatisepalum ingår i släktet Bulbophyllum och familjen orkidéer. Inga underarter finns listade i Catalogue of Life.